# 山西駅
山西駅（やまにしえき）は、愛媛県松山市古三津6丁目にある伊予鉄道高浜線の駅である。駅番号はIY05。

## 歴史
- 1927年（昭和2年）11月1日：開業。当初は現在の新田高校の東北に位置し、古三津村の集落を避けるため、線路はS字曲線を描いていた[2]。
- 1931年（昭和6年）5月1日：電化に際し、現在の西衣山駅付近から山西駅間にかけて、曲線緩和や直線化などの線形改良工事が実施され、駅は現在の位置に移転。廃線跡の一部は、現在も住宅街の路地として残っている[2]。

## 駅構造
島式ホーム1面2線を持つ有人駅である。ホーム端には出札用の階段があるが、現在は使われていない。戦後の単線時代は当駅で列車交換が行われていた。当駅でも柵や柱に古いレールが再利用されている。
幹線道路から外れた静かな住宅街に位置するが、私立新田学園（駅周辺参照）が近いため同校の生徒にも多く利用されている。駅前は道路も狭く、食堂などの商店が数軒あるが整備はされていない。

### のりば
| 番線 | 路線    | 行先                           |
| ---- | ------- | ------------------------------ |
| 1    | ■高浜線 | 三津・高浜・（松山観光港）方面 |
| 2    | ■高浜線 | 衣山・松山市方面               |

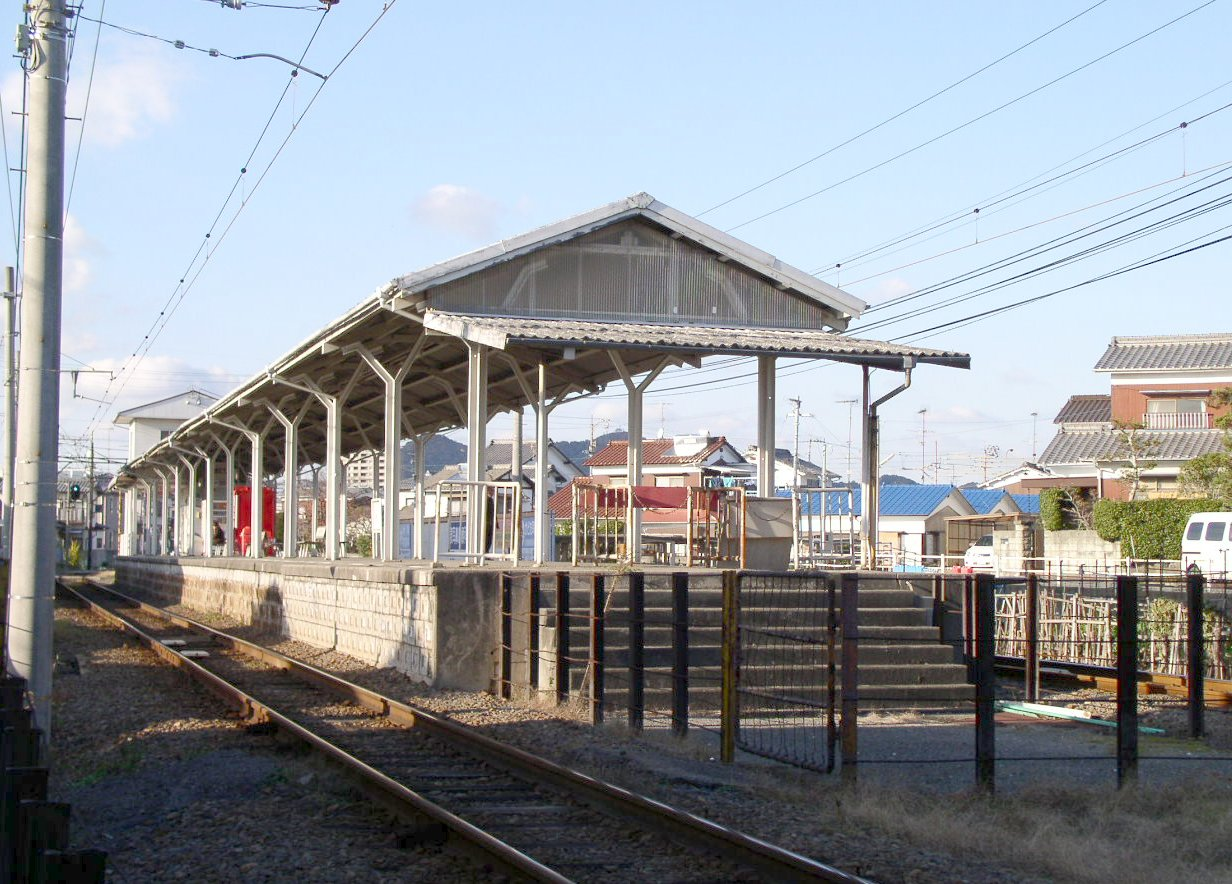
ホーム側、臨時用出札口柵

## 駅周辺
- 新田高等学校
- 新田青雲中等教育学校
- 松山市立三津浜中学校
- DCMダイキ三津浜店
- パルティ･フジ松江
- コーナン
- 松山西郵便局
- 松山西警察署
- アイテムえひめ
- 伊予鉄バス山西停留所
- 烈女松江の墓（三津公園内）[6]
- 儀光寺（四国三十三観音霊場21番札所）

## 隣の駅
伊予鉄道
■高浜線
三津駅 (IY04) - 山西駅 (IY05) - 西衣山駅 (IY06)